# Ruta Provincial 15 (Córdoba)
La Ruta Provincial 15 es una carretera argentina, ubicada en la región oeste de la provincia de Córdoba, más conocida como Traslasierra. Tiene orientación norte-sur iniciando su derrotero en el kilómetro 144 de la Ruta Nacional 38, en Villa de Soto. Su extremo sur se ubica en la intersección con la Ruta Provincial 14, en la ciudad de Villa Cura Brochero.
Si bien no tiene una gran extensión, su trascendencia radica en que constituye el único camino alternativo para conectar el Valle de Traslasierra con el resto de la provincia cuando el Camino de las Altas Cumbres se interrumpe debido a condiciones climáticas.

## Trazado
Su derrotero la lleva a unir puntos importantes del oeste cordobés. La Higuera, San Carlos Minas, Salsacate, Las Palmas, Cruz de Caña, Ciénaga del Coro son algunas de las poblaciones que dependen casi exclusivamente de esta ruta para conectarse con los grandes centros urbanos. Debido a una gran riada en el año 1992, que no solo provocó una tragedia en la localidad de San Carlos Minas sino que destruyó completamente el puente sobre el río Soto por el que discurría esta ruta, el trazado de la misma fue cambiado ya que la construcción de un nuevo puente habría supuesto un alto costo económico. Desde aquel momento, el derrotero de esta ruta cambió, pero no así su mojonado. Por esto, si bien en los mapas se informa que comienza en el centro de la ciudad, tiene la particularidad de que su inicio físico se ubica en el km 0,5 de la vieja traza, en la intersección con la calle Juan Domingo Perón de Villa de Soto.

## Recorrido
|  | CONTgq | ABZq+lr | CONTfq |

|  |  | BHF |

|  |  | BHF |

|  | WASSERq | WBRÜCKE1 | WASSERq |

|  | WASSERq | WBRÜCKE1 | WASSERq |

|  |  | BHF |

|  |  | STR |

|  | GRZq | STR+GRZq | GRZq |

|  |  | STR |

|  | CONTgq | TEEeq |  |

|  |  | TEEaq | CONTfq |

|  | WASSERq | WBRÜCKE1 | WASSERq |

|  | WASSERq | WBRÜCKE1 | WASSERq |

|  |  | BHF |

|  | WASSERq | WBRÜCKE1 | WASSERq |

|  | WASSERq | WBRÜCKE1 | WASSERq |

|  |  | BHF |

|  | CONTgq | TEEeq |  |

|  | CONTgq | TEEeq |  |

|  |  | STR |

|  | GRZq | STR+GRZq | GRZq |

|  |  | STR |

|  |  | BHF |

|  | WASSERq | WBRÜCKE1 | WASSERq |

|  |  | BHF |

|  |  | ABZgl+l | CONTfq |

|  | CONTgq | ABZgr+r |  |

|  |  | STR |

|  | GRZq | STR+GRZq | GRZq |

|  |  | STR |

|  | CONTgq | TEEeq |  |

|  |  | ABZgl+l | CONTfq |

|  |  | ABZgl+l | CONTfq |

|  | CONTgq | ABZgr+r |  |

|  |  | STR |

|  |  | BHF |

|  | CONTgq | SHI4gl+lq | CONTfq |

## Localidades
Las siguientes localidades ordenadas por departamento, en sentido norte-sur, se encuentran a lo largo de esta ruta. En itálica, los nombres de aquellas que poseen menos de 5.000 hab..

- Departamento Cruz del Eje: Villa de Soto (9.927), La Higuera (411).
- Departamento Minas: San Carlos Minas (1.713).
- Departamento Pocho: Salsacate (1.728).
- Departamento San Alberto: Villa Cura Brochero (6.351).